# Aléxandros Karatheodorís
Aléxandros Karatheodorís, né en 1838 à Constantinople (Empire ottoman) et mort en 1906 dans cette même ville, est un diplomate et homme politique ottoman d'ascendance grecque phanariote.

## Biographie
Aléxandros Karatheodorís est né dans une famille phanariote ; son père était médecin du sultan Mahmoud II. Après des études de droit à Paris, il entra dans l'administration ottomane. En 1874, il était ambassadeur à Rome. En 1878, il négocia le traité de San Stefano et participa donc ensuite au congrès de Berlin.
Il fut ensuite nommé gouverneur de Crète, alors en proie à des troubles. Il n'y resta qu'un an et devint de façon tout aussi éphémère ministre des Affaires étrangères ottoman. Il devint alors prince de Sámos de 1885 à 1895. Il retourna alors en 1895 en Crète comme gouverneur nommé par le sultan sous la pression des grandes puissances pour apaiser l'agitation crétoise qui a repris. De confession chrétienne, il est mal accepté par la population musulmane et doit démissionner avant la fin de l'année.